# 青山茶舗

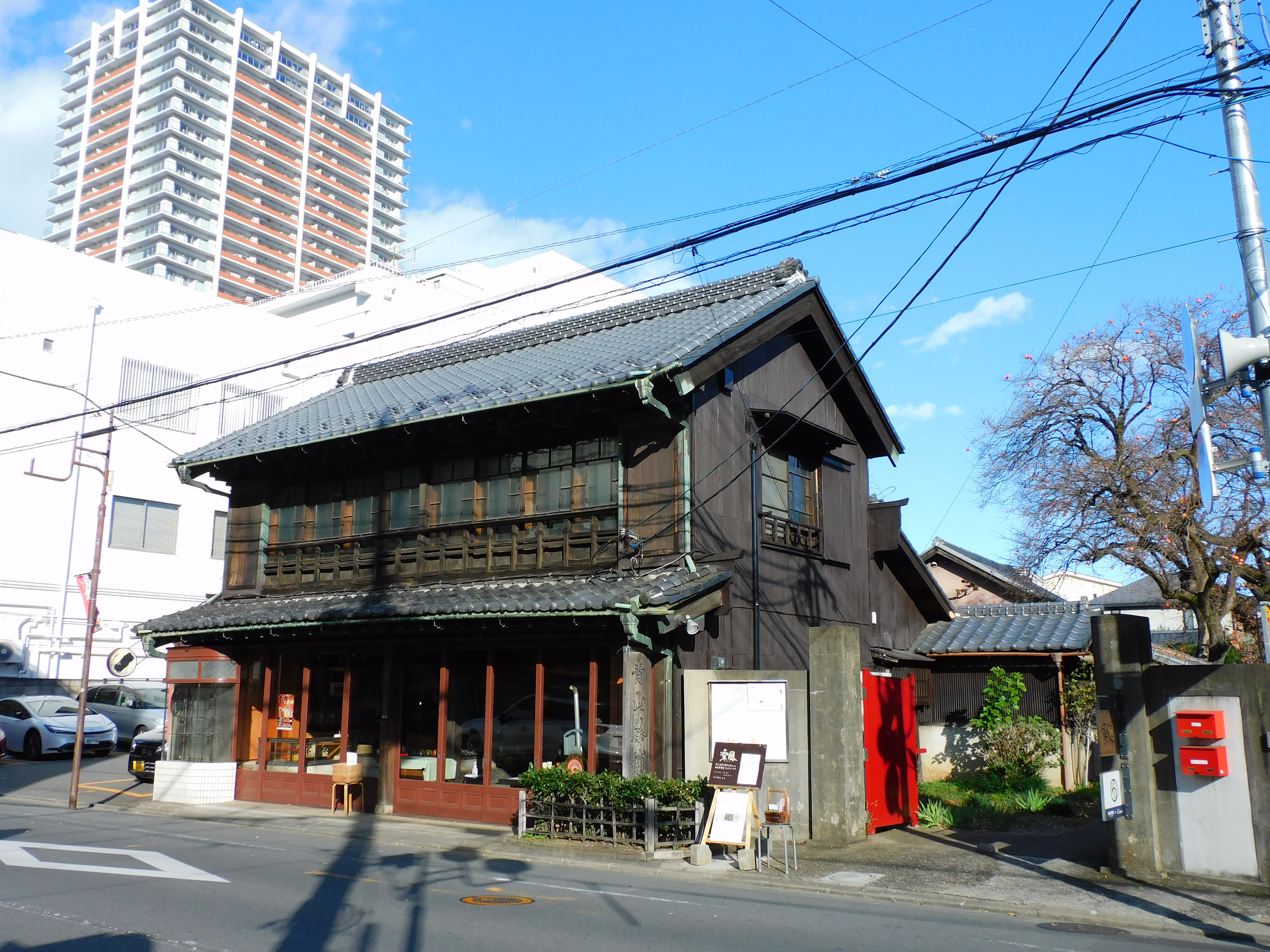
青山茶舗（2024年）
画像左上はコスタ・タワー浦和

青山茶舗（あおやまちゃほ）は、埼玉県さいたま市浦和区岸町四丁目にある建築物。国の登録有形文化財。

## 概要
1902年（明治35年）に建築された、旧中山道浦和宿の伝統的な町家の雰囲気を残す建物である。
店舗裏の1891年築の蔵は喫茶ギャラリー楽風（らふ）として利用されている。中山道を挟んだ向かいは浦和市長・さいたま市長を務めた相川宗一邸である。
2021年（令和3年）に国の登録有形文化財へ答申された。